# Устинов, Виктор Иванович
Ви́ктор Ива́нович Усти́нов (род. 14 июля 1937, Краматорск, Донецкая область) — советский и российский военный деятель, политик, историк, журналист.

## Биография
Окончил Тюменское военно-инженерное училище, Белорусский государственный университет, Военно-инженерную академию им. В. В. Куйбышева и Военную академию Генерального штаба Вооруженных Сил СССР, генерал-лейтенант запаса; служил в Вооруженных Силах на командных должностях, был начальником Военно-инженерной академии им. В. В. Куйбышева.

### Депутат Государственной думы
После «путча» в 1991 году стал заниматься политической деятельностью. Депутат Государственной Думы Федерального Собрания РФ первого созыва (1993—1995), был членом фракции ЛДПР, председателем Комитета по вопросам геополитики.
Член Союза журналистов России; женат, имеет двоих детей; увлекается мировой историей и философией. Кандидат военных наук, им написаны и изданы две книги, основанные на достоверных фактах, полученных в результате 15-й летней работы в архивах Минобороны России И ФСБ РФ: «Политические тайны Второй Мировой» и «Гибель Романовых. Прусский след».